# Anabasis oropediorum
Anabasis oropediorum là loài thực vật có hoa thuộc họ Dền. Loài này được Maire mô tả khoa học đầu tiên năm 1938.